# 1056 Azalea
Az 1056 Azalea (ideiglenes jelöléssel 1924 QD) a Naprendszer kisbolygóövében található aszteroida. Karl Wilhelm Reinmuth fedezte fel 1924. január 31-én.